# Trampa para un hombre solo
Trampa para un hombre solo (Piège pour un homme seul) es una pieza de teatro del dramaturgo francés Robert Thomas estrenada en 1960. 
La historia que se cuenta en ella está basada en el guion de la película estadounidense de 1945 Conflict.

## Argumento
Daniel Corban es un joven recién casado que está de luna de miel en un pueblo de montaña. Denuncia a la policía la desaparición de su esposa, Florence, que se ha marchado tras una discusión conyugal. Cuando llega el cura del pueblo y le dice al marido que ha encontrado a la esposa y que está allí mismo, detrás de una puerta, el desconcierto del marido es total: la mujer que dice ser su esposa no es tal. El problema es que nadie en la localidad conocía a la verdadera señora Corban. La impostora afirma que el hombre padece amnesia, y para confirmar sus palabras, se presta a un interrogatorio del que sale airosa. El joven empieza a dudar de su propia cordura.

## Representaciones destacadas
La pieza de Robert Thomas fue estrenada el 28 de enero de 1960. El montaje lo dirigió Jacques Charon, y fue interpretada por Pierre Mondy, Pascale Roberts, Françoise Fleury, Gaby Sylvia y Jacques Morel.
En España se estrenó tan solo unos meses después, en julio de ese mismo año, en Madrid, según la traducción de José Luis Alonso, con dirección de José Osuna, decorados de Emilio Burgos e interpretación de María Asquerino, Ángel de la Fuente, Guillermo Marín, Antonio Vico, José Vivó y Pilar Bienert.
Se repuso en el Teatro de la Comedia, también de Madrid, en 1967, repitiendo papel Guillermo Marín y María Asquerino y contando con la presencia de Pedro Osinaga, Lola Lemos, Pascual Martín y Ángel Terrón.
Se representó en el Teatro Muñoz Seca, de Madrid, en el 2002, con dirección de Ángel Fernández Montesinos e interpretación de Andoni Ferreño (Daniel), Sandra Toral (Florence), Agustín González (el Comisario), Esperanza Elipe, Juan Jesús Valverde y Francisco Merino.
En cuanto a las versiones televisivas, se emitió una en la televisión argentina en 1973, dentro del espacio Alta comedia, interpretada por Ignacio Quirós, Eduardo Rudy y María Aurelia Bisutti. En los Estados Unidos se emitió con el título de One of My Wives Is Missing el 5 de marzo de 1976, con Jack Klugman en el papel del Inspector, James Franciscus en el de Daniel y Elizabeth Ashley en el de su supuesta esposa. Televisión española grabó una versión dirigida por Gustavo Pérez Puig que se emitió el 30 de mayo de 1977 en Estudio 1, con Jaime Blanch, José Bódalo, Jesús Puente, José María Rodero, María Silva y Amparo Soto. También fue emitida por la televisión francesa en 1979, dentro del espacio Au théâtre ce soir, con interpretación de Michel Le Royer, Christian Alers y Geneviève Fontanel, además del propio Thomas en el papel del cura.